# Jeunes socialistes européens
Les Jeunes socialistes européens (en anglais Young European Socialists, YES), anciennement ECOSY, est la structure jeunesse du Parti socialiste européen (PSE) et est membre de l'Union internationale de la jeunesse socialiste. Son siège est à Bruxelles et elle regroupe des socialistes et sociaux-démocrates. Alícia Homs Ginel en était la présidente jusqu'en octobre 2023, remplacé par Enric Lopez Jurado au congrès qui s'est tenu à Barcelone.

## Histoire
Ecosy a été fondée comme l'Organisation de la Jeunesse socialiste de la Communauté européenne (European Community Organisation of Socialist Youth) en novembre 1992 à La Haye.
Avant 1992, les activités européennes étaient coordonnées au sein du comité européen de la IUSY. La fondation d'Ecosy a été controversée. Fortement encouragée par le MJS France, les Autrichiens, les Allemands et les Suédois ne souhaitaient pas la création d'une organisation centrée sur l'Union européenne mais souhaitaient une organisation incluant toutes les organisations européennes membres ou non de l'Union européenne.

## Organisations membres
- Allemagne : Jusos in der SPD
- Autriche : Sozialistische Jugend Österreichs (SJÖ) et Verband Sozialistischer StudentInnen Österreichs (VSStÖ)
- Belgique : Jongsocialisten (JS) et Mouvement des Jeunes Socialistes (MJS)
- Bulgarie : Balgarska Socialisticeska Mladezhka (BSМ) et Evropejska Ljava Mladezhka Alternativa (ELMA)
- Croatie : Forum mladih SDP
- Chypre : Νεολαία ΕΔΕΚ / Neolaia EDEK
- Danemark : Danmarks Socialdemokratiske Ungdom (DSU)
- Espagne : Juventudes Socialistas de España (JSE) et Joventut Socialista de Catalunya (JSC)
- Estonie : Noored Sotsiaaldemokraadid (Noor-sots)
- Finlande : Sosialdemokraattiset Nuoret (Demarinuoret) et Sosialdemokraattiset Opiskelijat (SONK)
- France : Les Jeunes Socialistes (JS)
- Grèce : Neolaia Pasok
- Hongrie : Societas - Mouvement de la jeunesse de gauche
- Irlande : Labour Youth
- Italie : Giovanni Democratici (GD) et Federazione dei Giovani Socialisti (FGS)
- Lettonie : Jauniešu organizācija Restart.lv
- Lettonie : Jaunatnes Sociāldemokrātiskā Savienība (JSS)
- Lituanie : Lietuvos socialdemokratinio jaunimo sąjunga (LSDJS)
- Luxembourg : Jeunesses Socialistes Luxembourgeoises (JSL)
- Macédoine : Socijaldemokratskata mladina na Makedonija (SDMM)
- Malte : Labour Youth Forum / Forum Zghazagh Laburisti (LYF)
- Pays-Bas : Jonge Socialisten in de PvdA (JS)
- Pologne : Federacja Młodych Socjaldemokratów (FMS) et Federacja Młodych Unii Pracy (FMUP)
- Portugal : Juventude Socialista (JS)
- République tchèque : Mladí Sociální Demokraté (MSD)
- Roumanie : Tineretul Social Democrat (TSD)
- Royaume-Uni : Labour Students et Young Labour
- Suède : Sveriges Socialdemokratiska Ungdomsförbund (SSU) et Socialdemokratiska Studentförbundet (S-studenter)
- Slovaquie : Mladí sociálni demokrati (MSD)
- Slovénie : Mladi forum Socialnih Demokratov (Mladi forum SD)

Membres observateurs
- Albanie : Forumi i Rinisë Eurosocialiste të Shqipërisë (FESYA) et Rinisë Socialdemokrate
- Arménie : Armenian Youth Federation (AYF)
- Biélorussie : Malada Hramada (MSD-MH)
- Bosnie-Herzégovine : Forum Mladih SDP (BiH)
- Chypre : Αγώνας / Agonas
- Géorgie : Akhalgazrduli Kavshiri Sotsialisturi Sakartvelos
- Islande : Samband ungra jafnaðarmanna (SUJ)
- Israël : Mishmeret Tse’irah shel Mifleget haAwoda
- Norvège : Arbeidernes Ungdomsfylking (AUF)
- Pologne : Młodzi Socjaliści (MS)
- Russie : Rossijskij social-demokraticheskij sojuz molodjozhi (RSDSM)
- Saint-Marin : Area Giovani Socialisti Sammarinesi (MGSS)
- Serbie : Socijaldemokratska omladina et Demokratska omladina
- Suisse : Jeunesse Socialiste Suisse (JS) / JungsozialistInnen Schweiz (JUSO)

## Présidents
À sa création et jusqu'en 1997, ECOSY avait une présidence tournante, celle-ci étant assumée de six mois en six mois par le représentant, au sein du Bureau, de l'organisation membre du pays assurant la Présidence du Conseil de l'Union européenne :
- 1992 : Tracy Paul (Young Labour)
- 1993 : Henrik Sass Larsen (Danmarks Socialdemokratiske Ungdom)
- 1993 : Ronald Gossiaux (Mouvement des Jeunes Socialistes / Belgique)
- 1994 ./. : (Neolaia Pasok)
- 1994 : Reinhold Rünker (Jusos in der SPD)
- 1995 : Renaud Lagrave (Mouvement des Jeunes Socialistes / France)
- 1995 : Martin Guillermo (Juventudes Socialistas de España)
- 1995 : Paco-Luis Benitez (Juventudes Socialistas de España)
- 1996 : Vinicio Peluffo (Sinistra Giovanile)
- 1996 : Mick McLoughlin (Labour Youth)
- 1997 : Thomas Windmulder (Jonge Socialisten in de PvdA)

Par la suite, ECOSY a eu un président élu :
- 1997–1999 : Andreas Schieder (Sozialistische Jugend Österreich / Autriche)
- 1999–2001 : Hugues Nancy (Mouvement des Jeunes Socialistes / France)
- 2001–2003 : Jan Krims (Verband Sozialistischer StudentInnen Österreichs / Autriche)
- 2003–2005 : Anders Lindberg (Sveriges Socialdemokratiska Ungdomsförbund / Suède)
- 2005-2009 : Giacomo Filibeck (Sinistra Giovanile / Italie)
- 2009-2011 : Petroula Nteledimou (Neolaia PASOK / Grèce)
- 2011-2015 : Kaisa Penny (SONK / Finlande)
- 2015-2017 : Laura Slimani (MJS / France)
- 2017-2019 : João Albuquerque (Juventude Socialista)
- 2019-2023 : Alícia Homs Ginel (Juventudes Socialistas de España)
- 2023-2025 : Enric Lopez Jurado (Joventut Socialista de Catalunya)
- 2025-... : João Martins Pereira (Les Jeunes Socialistes)

## Secrétaires généraux
- 1992-1997 : Philip Cordery (Mouvement des Jeunes Socialistes / France)
- 1997-1999 : Pau Solanilla (Juventudes Socialistas de España)
- 1999-2003 : Yonnec Polet (Mouvement des Jeunes Socialistes / Belgique)
- 2003-2005 : Ilias Antoniou (Neolaia Pasok)
- 2005-2009 : Ania Skrzypek (Federacja Młodych Socjaldemokratów)
- 2009-2011 : Janna Besamusca (Jonge Socialisten in de PvdA)
- 2011-2015 : Thomas Maes (Jongsocialisten, ex-Animo)
- 2015-2017 : Nina Živanović (SDY)
- 2017-2019 : Tuulia Pitkänen (Sosialidemokraattiset Nuoret / Finlande)
- 2019-2020 : Maj Christensen Jensen (Danmarks Socialdemokratiske Ungdom)
- 2020-2023 : Ana Pirtskhalava (Young Socialists Georgia)
- 2023-2025 : Sofie Amalie Stage (Danmarks Socialdemokratiske Ungdom)
- 2025-.... : Irja Vaateri (SDY Finland - Demarinuoret)

## Congrès d'Ecosy / YES
- 1992 : Oegstgeest/La Haye
- 1994 : Munich
- 1997 : Strasbourg
- 1999 : Tolède
- 2001 : Vienne
- 2003 : Bommersvik (Suède)
- 2005 : Cascais (Portugal)
- 2007 : Varsovie
- 2009 : Bruxelles
- 2011 : Bucarest
- 2013 : Bommersvik (Suède)
- 2015 : Winterthour
- 2017 : Duisburg
- 2019 : Helsinki
- 2021 : La Valette / Hybrid
- 2023 : Barcelone
- 2025 : Massy

## Camps d'été d'Ecosy / YES

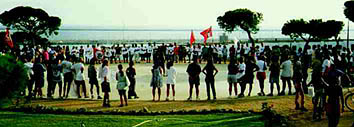
Un camp des jeunes socialistes européens à Mazagon en 1997

En juillet 2008, le 9e camp d'été d'ECOSY s'est tenu à Carpentras dans le Vaucluse sous la supervision du MJS France.
- 1995 : Rimini
- 1996 : Iusy Festival Bonn
- 1997 : Mazagon (Espagne)
- 1998 : Vienne
- 1999 : Livourne
- 2000 : Iusy Festival Malmö
- 2001 : Debrecen
- 2002 : Weißenbach (Autriche)
- 2003 : Iusy Festival Kamena Vourla (Grèce)
- 2004 : Navodari (Roumanie)
- 2005 : Figueira Da Foz (Portugal)
- 2006 : Iusy Festival Alicante
- 2007 : Iusy100 Berlin
- 2008 : Carpentras (France)
- 2012 : Savudrija (Croatie) : Changer l'Europe – Changer le monde
- 2016 : Terrasini (Italie)
- 2018 : Rota (Espagne)

En juillet 2005, le 8e camp d'été d'ECOSY se tenait à Figueira Da Foz au Portugal. Près de 1500 membres participèrent à l'évènement. Quelques mois après le non français et hollandais au référendum sur la constitution, de nombreux débats eurent lieu sur la suite à donner au processus de ratification. La délégation du MJS France a mené campagne pour 'une autre constitution' ('for another constitution'), demandant une renégociation du texte constitutionnel. D'autres organisations se sont opposées à cette revendication (JSE, Espagne ; MSD République Tchèque). Les Français ont obtenu le soutien des Belges, Néerlandais, Irlandais, Autrichiens et Portugais notamment.